# Anomis schistosema
Anomis schistosema är en fjärilsart som beskrevs av George Francis Hampson 1926. Anomis schistosema ingår i släktet Anomis och familjen nattflyn. Inga underarter finns listade i Catalogue of Life.